# Rio Kolbäck
Kolbäck (em sueco: Kolbäcksån; lit. rio do riacho negro como o carvão) é um rio da região mineira de Bergslagen, no centro da Suécia. Nasce na Dalecárlia (Dalarna), atravessa a Västmanland, passa pelos lagos Väsman, Barken e Åmänningen e deságua no fiorde de Galten do lago Mälaren, entre as cidades de Västerås e Köping.
Tem uma extensão de 199 km e uma bacia hidrográfica  com 3 100 km2, pelo que é o segundo maior afluente do lago Mälaren.
Suas numerosas quedas d'água foram usadas à criação de indústrias em locais como Fagersta, Surahammar e Hallstahammar.
O peixe áspio, uma espécie ameaçada, visita anualmente a parte final do rio.

## Etimologia
O nome geográfico Kolbäcksån (”rio de Kolbäck”) provém do nome da localidade de Kolbäck (lit. riacho negro como o carvão) por onde passa.
O próprio rio está referido em 1741 como Kohlbäcks Å e a localidade como parrochia Kolbæk em 1335.